# Jean O'Leary
Jean O'Leary (4 de marzo de 1948 - 4 de junio de 2005) fue una activista de derechos de gais y lesbianas, política y antigua monja estadounidense.

## Vida
Nacida en Kingston, Nueva York, y criada en Ohio, O'Leary se unió al convento de las Hermanas de la Humildad de María en 1966, nada más salir del instituto, para "tener un impacto en el mundo." Cuando informó a sus superioras que era lesbiana, éstas sencillamente le dijeron que tendría que hacer un esfuerzo por vivir en el celibato. Tras graduarse en la Universidad estatal de Cleveland con una licenciatura en psicología, dejó el convento en 1970 y más tarde escribió sobre su experiencia en una antología de 1970 titulada Monjas lesbianas: Rompiendo el Silencio. Se trasladó a Nueva York y realizó trabajo de doctorado en la Universidad Yeshiva. 
En aquel tiempo, se involucró con el recién nacido movimiento de derechos gais, uniéndose a la Gay Activists' Alliance (GAA, Alianza de Activistas Gays) y presionando a los políticos estatales. En 1972, dejó la GAA (dominada por los hombres) y fundó el Lesbian Feminist Liberation (Liberación feminista lésbica), uno de los primeros grupos activistas lésbicos del movimiento feminista. Dos años más tarde, se unió al National Gay and Lesbian Task Force (Comité nacional gay y lésbico), negociando la paridad de sexos en su ejecutiva con el director Bruce Voeller y asumiendo el puesto de directora co-ejecutiva. 
En 1977 organizó la primera reunión de activistas de derechos gais en la Casa Blanca, y fue la primera persona abiertamente gay elegida para una comisión presidencial, la National Commission on the Observance of International Women's Year, por Jimmy Carter. En este puesto trabajó para que los derechos de gais y lesbianas se incluyeran en el debate de una conferencia de principio de año en Houston.
Fue la primera delegada abiertamente lesbiana de una convención política nacional, al asistir a la convención demócrata de 1976, y sirvió en el Comité Nacional Demócrata durante 12 años, siendo también la primera que sirvió 8 de esos años en el Comité ejecutivo. 
Al principio de la década de 1980 se concentró en desarrollar National Gay Rights Advocates, uno de los mayores grupos nacionales de derechos de gais y lesbianas. Fue uno de los primeros grupos en reaccionar a las implicaciones de la epidemia del VIH/SIDA en términos de libertades civiles y legales, empleando de manera agresiva la licitación para asegurar el acceso de los pacientes de sida a un tratamiento.
Cofundó el National Coming Out Day (Día de salida del armario nacional) junto a Rob Eichberg en 1987. 
O'Leary falleció en San Clemente, California de cáncer de pulmón a los 57 años de edad. La sobrevivieron su pareja de hecho Lisa Phelps, su hija Victoria, su hijo David DeMaría, la pareja de éste James Springer, y el hijo de ambos Aiden de Maria.